# Kurt-Bertram von Döring
 Kurt-Bertram von Döring (18 de febrer de 1889 — 9 de juliol de 1960) va ser un Generalleutnant de la Luftwaffe alemanya durant la Segona Guerra Mundial.

## Biografia
Nascut el 18 de febrer de 1889 a Ribbekardt, el 1907 ingressà a l'Exèrcit Imperial com a oficial d'esquadró al 17è Regiment de Dragons, però abans de la I Guerra Mundial rebé l'entrenament de pilot, unint-se al maig de 1914 al Festung FA a Colònia participant en la Gran Guerra en diversos batallons com a pilot de caça, guanyant-se la confiança del comandant del Jagdgeschwader 1, Rittmeister Manfred von Richthofen, arribant a comandar el JG1 quan Richthofen no estava al front. Va ser un as de l'aviació, aconseguint 11 victòries aèries.
Si bé va seguir un temps a l'exèrcit després de la guerra, es retirà el 4 de febrer de 1920. Entre 1923 i 2927 va actuar com a conseller militar de les Tropes Aèries de l'Argentina, i entre 1927 i 1929, de les del Perú, amb rang de tinent coronel. Finalment, acabà el seu periple internacional com a representant de la Federació de la Indústria Aeronàutica Alemanya a la Xina (1930-32).
Torna a Alemanya, ingressant a la Luftwaffe el 1934 i exercint com a Comandant de l'Acadèmia de Vol de Celle i, el 1936, esdevé del JG 2 "Richthofen. Entre abril de 1936 i desembre de 1939 és comodor del JG 134 i del seu successor, el ZG 26 "Horst Wessel". Durant 1940 exerceix com a Major General del Jagdfliegerführer 2; i durant dues setmanes al desembre de 1940, exerceix com oficial amb deures especials del Reichsmarschall, passant a ser a continuació Inspector de Caces. Entre 1942 i 1943 comanda diverses divisions de caces (la 1a Nachtjagdgeschwader; la 1 [1942/1943] i la 3. Jagd-Division [1943]). Entre novembre de 1943 i juliol de 1944 torna a exercir com oficial amb deures especials del Reichsmarschall, i des del 10 de juliol de 1944 i fins al final de la guerra és el Cap del Grup de l'Oficina central.
És captiu dels Aliats fins a juliol de 1947, i mor a Medlingin el 9 de juliol de 1960.

## Historial Militar i Honors

### Promocions
- Fähnrich (14 de març de 1907)
- Leutnant (18 d'agost de 1908)
- Oberleutnant (25 de febrer de 1915)
- Rittmeister (28 de novembre de 1917)
- Major (01 de juny de 1934)
- Oberstleutnant (01 de gener de 1936)
- Oberst (01 d'abril de 1938)
- Generalmajor (19 de juliol de 1940)
- Generalleutnant (01 de novembre de 1941)

### Condecoracions
- Creu de Cavaller del Reial Orde Prussià de Hohenzollern amb Espases: 26/11/1917
- Creu Alemanya en Or: 01/12/1942 com Generalleutnant und Kommandeur der 1. Jagd-Division
- Creu de Ferro 1914 de 2a Classe
- Creu de Ferro 1914 de 1a Classe
- Creu d'Honor 1914-1918
- Barra de 1939 a la Creu de Ferro 1914 de 2a Classe
- Barra de 1939 a la Creu de Ferro 1914 de 1a Classe
- Creu dels 25 anys de Servei
- Medalla dels 12 anys de Servei
- Insígnia Combinada de Pilot-Observador de la Luftwaffe